# 500 aC
L'any 500 aC es un any del calendari gregorià. En l'Imperi Romà havia estat conegut com l'any 254 Ab urbe condita. La denominació de 500 aC per aquest any ha estat utilitzada des de principis de l'edat mitjana, quan es va establir l'era del calendari de l'Anno Domini per denominar els anys. També ha estat conegut com l'Any de la Consulta de Camerinus i Longus.

## Esdeveniments

### Europa
- L'escultor Vulca fa l'escultura d'Apol·lo de Veïs (data entre el 500 aC i el 510 aC)[1] que a l'actualitat es conserva al Museu Nacional Etrusc de Roma.[1]
- Finalitza l'edat de bronze nòrdica[2] i s'inicia d'edad de ferro pre-romana a Escandinàvia, segons el sistema de perioditació d'Oscar Montelius (data aproximada).[3]
- Refugiats de Teos s'assenten a la ciutat d'Abdera (Tràcia) (aprox).[4][5]

### Orient mitjà
- Darios el Gran de Pèrsia proclama l'arameu com la llengua oficial de la part occidental de l'Imperi Aquemènida.

### Àfrica
- Persones bantú-parlants migren des del sud-oest de l'actual Uganda a l'Àfrica Central (data aproximada).
- La tribu hutu apareix a aquesta època a l'Àfrica Central i a l'Àfrica Austral (data aproximada).

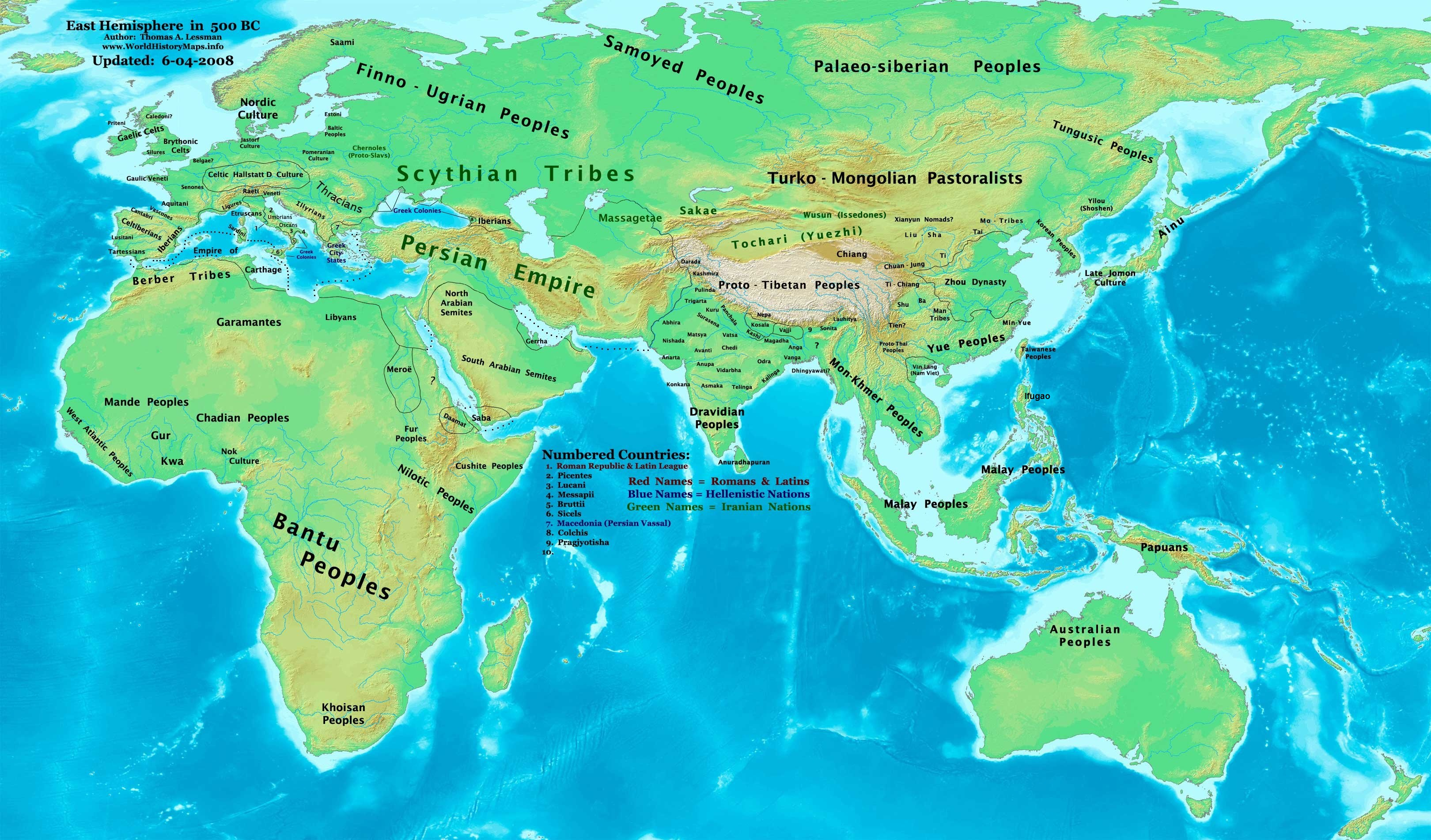
Mapa de l'Hemisferi Oriental el 500 aC

- Mapa de l'Hemisferi Oriental el 500 aCHannó el Navegant fa la seva exploració naval a la costa de l'Àfrica Occidental i arriba fins l'actual Gabon (data incerta situada al segle V aC).[6][7]

### Àsia
- Es funda la primera república a Vaixali, capital de la Lliga de Vajji (data aproximada).[8][9]
- Es té evidències de l'existència del regne de Pratipalapura, a la zona de l'actual Bhattiprolu, al districte de Guntur, Andhra Pradesh.

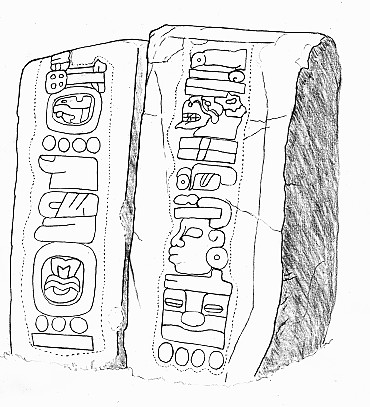
Estela 12 i 13 de Monte Albán datada entre els anys 500 aC i 400 aC que mostra una de les representacions del calendari més antigues de Mesoamèrica.

- Estela 12 i 13 de Monte Albán datada entre els anys 500 aC i 400 aC que mostra una de les representacions del calendari més antigues de Mesoamèrica.Segons les obres de Shankara Mutts, Adi Xankara neix al segle V aC.[10]

### Mesoamèrica
- L'escriptura zapoteca més antiga es data del segle V aC (data aproximada).[11]
- Els olmeques estableixen la ciutat sagrada de Monte Albán, fundada entorn el 500 aC (data aproximada).[12]

## Demografia
- La població mundial aconsegueix entre 100.000.000[13] i 58.000.000 a l'Hemisferi oriental i uns 15.000.000 habitants a l'hemisferi occidental, sobretot a Mesoamèrica i al nord de Sud-amèrica.

## Invents i descobertes
- La civil·lització olmeca desenvolupa els calendaris mesoamericans (data aprox).[14]

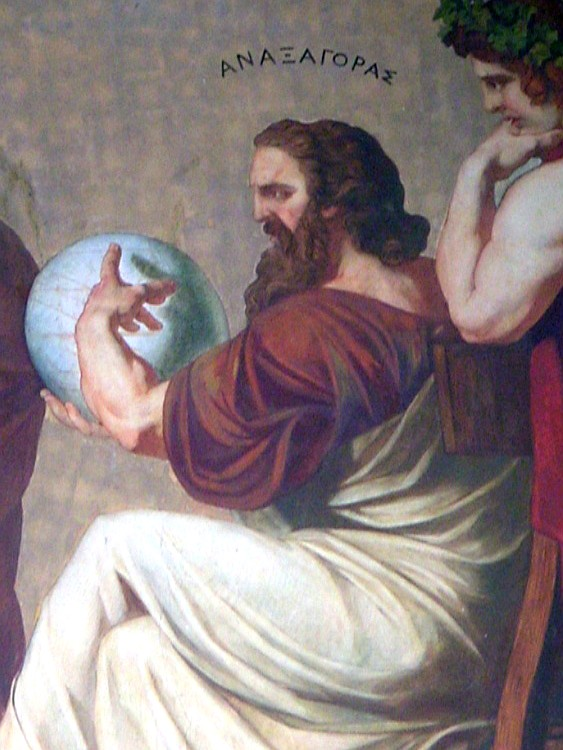
Detall d'Anaxàgores en un fresc de la Universitat d'Atenes

## Naixements
- Anaxàgores, filòsof grec presocràtic a Clazòmenes, Jònia, actual Turquia. (data aproximada).[15]
- Hipas de Metapont, filòsof grec presocràtic de l'escola pitagòrica a Metapont,[16][17][18][19][20] o a Crotona,[21] o a Síbaris[22] (Magna Grècia) (data aproximada).